# Сэммелс, Джон
Джонатон Чарльз Сэммелс (англ. Jonathon Charles Sammels; род. 23 июля 1945, Ипсуич) — английский футболист, полузащитник.

## Карьера

### Клубная карьера
Во взрослом футболе дебютировал в 1962 году в клубе «Арсенал». В своём дебютном матче за клуб, состоявшемся 27 апреля 1963 года, Сэммелс забил гол в ворота «Блэкпула». Однако он играл в основном составе крайне редко, а также не смог обеспечить себе места даже после ухода Джеффа Стронга и Джорджа Истхема. В 1968 и 1969 годах Сэммелс сыграл в обоих финальных поражениях «Арсенала» в Кубке Футбольной лиги, а в сезоне 1969/70 вместе с клубом завоевал Кубок ярмарок. В сезоне 1970/71 он потерял своё место в команде из-за травмы лодыжки и прихода Джорджа Грэма. В 1971 году Сэммелс перешёл в «Лестер Сити».
В течение следующих семи сезонов Сэммелс регулярно выходил на поле в основном составе «Лестера». В том же году команда смогла завоевать Суперкубок Англии.
С 1978 года Сэммелс на протяжении двух сезонов играл за «Ванкувер Уайткэпс», некоторое время находясь в аренде в команде «Нанитон Боро». В результате он окончательно перешёл в «Нанитон Боро», где и завершил карьеру футболиста в 1982 году.

### Карьера в молодёжной сборной
В 1962—1963 годах Сэммелс выступал за сборную Англии до 18 лет, приняв участие в семи матчах.

## Достижения
«Арсенал»
- Победитель Первого дивизиона Футбольной лиги: 1970/71
- Обладатель Кубка ярмарок: 1969/70

«Лестер Сити»
- Обладатель Суперкубка Англии: 1971

«Ванкувер Уайткэпс»
- Чемпион Североамериканской футбольной лиги: 1979